# Moosburg an der Isar
Moosburg an der Isar je nejstarší město v hornobavorském zemském okrese Freising. Město leží 45 km severovýchodně od Mnichova na půl cesty mezi městy Freising a Landshut v nadmořské výšce 421 m mezi řekami Isar a jejím levostranným přítokem Amper. Žije zde přibližně 20 tisíc obyvatel.

## Doprava
Nedaleko města se nachází dálnice A92, která spojuje bavorskou metropoli Mnichov s městem Deggendorf. Městem probíhá dvoukolejná železniční trať z Mnichova do Regensburgu č. 930. Dostat se z města na Letiště Mnichov trvá pouze 10 minut.

## Partnerská města
- Bry-sur-Marne, Francie
- Rochester, Minnesota, USA
- Moosburg, Rakousko